# ده گردوییه
ده گردوییه، روستایی از توابع بخش ساردوئیه شهرستان جیرفت در استان کرمان ایران است.

## جمعیت
این روستا در دهستان ساردوئیه قرار دارد و بر اساس سرشماری مرکز آمار ایران در سال ۱۳۸۵، جمعیت آن ۱۴۰ نفر (۲۷خانوار) بوده‌است.
فعالیت مردم این منطقه کشاورزی(باغداری، کشت سیفی جات، گندم و جو ) و دامپروی (پرورش مرغ،گوسفند،گاو)است.
آب شرب روستا از طریق یک رشته قنات با قدمت چند صد سال تامین میشود.
این روستا در کیلومتر ۸ جاده بخش درب بهشت (ساردوئیه) به سمت شهرستان رابر قرار دارد..
از جنوب به رشته کوهستانهای بهرآسمان (زاگرس)و در مجاورت روستای سرگدار واقع است..
از جمله آبادی های مجاور این روستا میتوان به پشت سفید،اشاره کرد..